# U ime naroda
Az U ime naroda (magyarul: A nép nevében) Riblja čorba nevű jugoszláv zenekar 1982-ben megjelent koncertlemeze, kinyitható borítóval. Kiadta az RTB, katalógusszáma: 2320207.

## Az album dalai

### A oldal
1. Vidiš da sam gadan kad sam tebe gladan (3:15)
2. Prevara (3:36)
3. Egoista (5:19)
4. Ostaću slobodan (3:11)
5. Dva dinara, druže (5:47)
6. Nemoj srećo, nemoj danas (4:12)

### B oldal
1. Evo ti za taxi (3:28)
2. Ostani đubre do kraja	(5:57)
3. Vetar duva, duva, duva (1:45)
4. Lutka sa naslovne strane (4:33)
5. Neću da ispadnem životinja (3:53)
6. Volim, volim, volim, volim žene (3:31)